# Krwawe naleśniki
Krwawe naleśniki (szw. blodplättar, norw. blodpannekake) – danie przygotowywane na bazie krwi (najczęściej renifera), serwowane w Finlandii, Estonii, Szwecji i Norwegii. 
Istnieje wiele regionalnych przepisów na to danie, według jednego z nich składa się ono z krwi renifera, mleka w proszku, cukru, kardamonu, cynamonu, cukru wanilinowego, mąki, ewentualnie dodatkowo rodzynek i tłuszczu z renifera wymieszanych razem i gotowanych przez 2 godziny w płóciennych workach. Uzyskane w ten sposób plastry może spożywać od razu lub podsmażyć z dodatkiem cebuli, masła i miodu.
Blodplättar jest określeniem w języku szwedzkim używanym również w stosunku do płytek krwi.